# 宋琨
宋琨（1955年5月—），祖籍安徽定远，生于北京。中国人民解放军中将。复旦大学毕业。

## 生平
1997年后，先后担任南京军区空军政治部副主任、空军上海基地政委。2003年，任空军政治部副主任。2011年，接替贾延明，担任南京军区空军政委兼南京军区副政委。2014年7月接替到龄退役的王祥富中将升任空军副政委。2016年3月前任中国人民解放军空军纪委书记。2018年2月24日，当选为第十三届全国人大代表。
1999年，授中国人民解放军少将军衔。2013年，晋升中国人民解放军中将军衔。